# Ой ты, степь широкая
«Ой ты, степь широкая» — старинная русская народная песня.

## Исполнение
Лидия Русланова, говоря о своей манере исполнения, вспоминала:

Пела широко и раздольно, как выучилась у народа: «Ах, ты, степь широкая», «Ах, ты, ноченька», «Окрасился месяц багрянцем»…— Е. Анохина. Именитые россиянки.
Сама певица признавалась:

Ведь чего я хочу, когда пою: «Ох ты, степь широкая, степь раздольная! Ох ты, Волга-матушка, Волга вольная!» — Чего я добиваюсь? А того добиваюсь, чтобы люди, сидящие в зале, видели эту Волгу, эту степь раздольную. Я хочу, чтобы они ощущали умиление и даже лёгкую грусть.— В. Вардугин. Легенды и жизнь Лидии Руслановой.
Произведение вошло в репертуар таких исполнителей, как Иван Козловский, Леонид Сметанников, Ольга Воронец, Ансамбль имени Александрова.

## Известные музыкальные обработки
Песня известна в обработках таких композиторов, как П. Н. Триодин, А. В. Александров, А. В. Свешников, В. Г. Соколов. Произведение звучит в хоровом исполнении в опере Ш. Р. Чалаева «Хаджи-Мурат». Александр Пушной в 1996 году сделал рок-кавер (музыкальная обработка — Мурад Магомедов, литературная обработка текста — Владимир Сергеев и Вадим Голованов) для команды КВН НГУ, а затем в 2021 году исполнил эту песню для собственного YouTube-канала дуэтом с Алекандром Зилковым.

## В кинематографе
В фильме «Дни и ночи» (1944), снятом по одноимённому произведению Константина Симонова, эту песню исполняет хор советских бойцов.
Пьер Пазолини использует её в своей картине «Евангелие от Матфея» (1964), наряду с другими произведениями русской музыки:

Пазолини в разных фрагментах совмещает русскую народную песню «Ах ты, степь широкая»… со «Страстями по Матфею» <…> «Страсти по Матфею» — бесконечная музыка, в силах которой объединить народные «степи», революционные песни, классику Прокофьева и даже мелодии афроамериканского спиричуэлса (духовных песен).— Иоганн Себастьян Бах. — С. 78.
В фильме «Москва — Генуя», поставленном в том же году группой советских кинорежиссёров, песня используется для создания «широкого круга ассоциаций»:

Она соотносится не с конкретным героем или явлением, а связана с целым историческим периодом — трагедией Гражданской войны. Эту песню исполняли на немногочисленных привалах главные герои — Безлыков, Глаша и их друзья. После войны их пути разошлись. Как бы отмечая временные вехи в судьбах героев, песня трижды появляется в фильме… [она] выступает как знак эпохи и своеобразный камертон, по которому люди узнают друг друга, проверяют решающие моменты своей жизни.— Экран и культурное наследие Беларуси. — С. 350—351.
В фильме «Офицеры» (1971) эту песню поют красноармейцы на крыше вагона.
В фильме «Судьба» (1977) звучит фрагмент в исполнении хора.
В фильме «Тайфун» киноэпопеи «Битва за Москву» в эпизоде про подвиг 28-ми панфиловцев звучит фрагмент в исполнении Ивана Козловского.
В одном из эпизодов сериала «Семнадцать мгновений весны» главный герой — Исаев-Штирлиц — напевает «Уж ты, степь широкая» под игру баянов.
Песня в исполнении Российского государственного симфонического оркестра кинематографии звучит в финале фильма «Ширли—Мырли».